# Plastophora vicinella
Plastophora vicinella är en tvåvingeart som beskrevs av Rudolf Beyer 1965. Plastophora vicinella ingår i släktet Plastophora och familjen puckelflugor. Inga underarter finns listade i Catalogue of Life.